# 임은율
임은율은 1835년에 출생한 조선의 개화파 인물로 프리메이슨 한양 지부의 전신격인 조선계몽회의 초대 의장이다.

## 생애
그의 아버지는 지방 유생이었으며 할아버지는 전라도 관찰사를 지낸 적이 있다. 임은율은 1862년에 일본에서 처음으로 서양의 계몽 단체들을 접했으며 이에 깊이 공감해 조선에 도입하고자 하였다. 1870년까지 일본에서 서학과 계몽 사상을 공부한 후 1871년에 조선에 귀국하여 개화파 학자 7명과 함께 조선계몽회를 설립한다. 그러나 조선 조정의 서학 탄압으로 인해 조선계몽회도 설립한 지 2년된 1873년에 해체되었고 흩어진 회원 중 임은율 포함 2명만 살아남았으며 이 둘은 미국과 캐나다의 선교사들과 함께 훗날 프리메이슨 한양지부를 설립한다.